# Armand Legroux
Armand Legroux, né le 27 août 1922 à Besançon et décédé le 6 octobre 1994 à Urcel, est un homme politique français.